# Copa de la Lliga islandesa de futbol
La Copa de la Lliga islandesa de futbol, en islandès Deildabikar, és una competició futbolística islandesa per eliminatòries que enfronta als clubs del país. És la tercera competició en importància.

## Historial
| Temporada | Campió                 | Resultat           | Finalista               |
| --------- | ---------------------- | ------------------ | ----------------------- |
| 1996      | ÍA (Akranes)           | 3-1 [pr.]          | Breiðablik (Kópavogur)  |
| 1997      | ÍBV (Vestmannaeyjar)   | 3-2 [pr.]          | Valur (Reykjavík)       |
| 1998      | KR (Reykjavík)         | 2-2 [pr., 6-5 pen] | Valur (Reykjavík)       |
| 1999      | ÍA (Akranes)           | 1-0                | Fylkir (Reykjavík)      |
| 2000      | UMFG (Grindavík)       | 4-0                | Valur (Reykjavík)       |
| 2001      | KR (Reykjavík)         | 0-0 [pr., 5-3 pen] | FH (Hafnarfjörður)      |
| 2002      | FH (Hafnarfjörður)     | 2-2 [pr., 4-3 pen] | Fylkir (Reykjavík)      |
| 2003      | ÍA (Akranes)           | 1-1 [pr., 4-2 pen] | ÍBK (Keflavík)          |
| 2004      | FH (Hafnarfjörður)     | 2-1                | KR (Reykjavík)          |
| 2005      | KR (Reykjavík)         | 3-2                | Þróttur (Reykjavík)     |
| 2006      | FH (Hafnarfjörður)     | 3-2                | ÍBK (Keflavík)          |
| 2007      | FH (Hafnarfjörður)     | 3-2 [pr.]          | Valur (Reykjavík)       |
| 2008      | Valur (Reykjavík)      | 4–1                | Fram (Reykjavík)        |
| 2009      | FH (Reykjavík)         | 3–0                | Breiðablik (Kópavogur)  |
| 2010      | KR (Reykjavík)         | 2–1                | Breiðablik (Kópavogur)  |
| 2011      | Valur (Reykjavík)      | 3–1 (pr.)          | Fylkir (Reykjavík)      |
| 2012      | KR (Reykjavík)         | 1–0                | Fram (Reykjavík)        |
| 2013      | Breiðablik (Kópavogur) | 3–2                | Valur (Reykjavík)       |
| 2014      | FH (Hafnarfjörður)     | 4–1                | Breiðablik (Kópavogur)  |
| 2015      | Breiðablik (Kópavogur) | 1−0                | KA (Akureyri)           |
| 2016      | KR (Reykjavík)         | 2−0                | Víkingur R. (Reykjavík) |
| 2017      | KR (Reykjavík)         | 4–0                | UMFG (Grindavík)        |